# Groupe C des éliminatoires de la zone Europe de la Coupe du monde de football 2022
Navigation
Groupe B Groupe D
Le groupe C de la zone Europe des éliminatoires de la Coupe du monde de football 2022 est l'un des dix groupes de la zone Europe des éliminatoires de la Coupe du monde, tournoi pour décider quelles équipes se qualifieront pour la phase finale Coupe du monde de football 2022 au Qatar. Le groupe C se compose de cinq équipes : l'Italie, la Suisse, l'Irlande du Nord, la Bulgarie et la Lituanie. Les équipes s'affronteront à domicile et à l'extérieur dans un tournoi toutes rondes.
La Suisse, vainqueur du groupe, se qualifie directement pour la phase finale de la Coupe du monde, tandis que le deuxième, l'Italie, accède aux barrages européens, à douze équipes, parmi lesquelles trois formations gagneront leur place pour le Mondial 2022.

## Classement
| Rang | Équipe          | Pts | J | G | N | P | Bp | Bc | Diff |  | Résultats (▼ dom., ► ext.) |     |     |     |     |     |
| ---- | --------------- | --- | - | - | - | - | -- | -- | ---- |  | -------------------------- | --- | --- | --- | --- | --- |
| 1    | Suisse          | 18  | 8 | 5 | 3 | 0 | 15 | 2  | +13  |  | Suisse                     |     | 0-0 | 2-0 | 4-0 | 1-0 |
| 2    | Italie          | 16  | 8 | 4 | 4 | 0 | 13 | 2  | +11  |  | Italie                     | 1-1 |     | 2-0 | 1-1 | 5-0 |
| 3    | Irlande du Nord | 9   | 8 | 2 | 3 | 3 | 6  | 7  | -1   |  | Irlande du Nord            | 0-0 | 0-0 |     | 0-0 | 1-0 |
| 4    | Bulgarie        | 8   | 8 | 2 | 2 | 4 | 6  | 14 | -8   |  | Bulgarie                   | 1-3 | 0-2 | 2-1 |     | 1-0 |
| 5    | Lituanie        | 3   | 8 | 1 | 0 | 7 | 4  | 19 | -15  |  | Lituanie                   | 0-4 | 0-2 | 1-4 | 3-1 |     |

## Matchs
Le calendrier des rencontres a été confirmé par l'UEFA le 8 décembre 2020, le lendemain du tirage au sort,,. Les heures sont CET et CEST, selon la liste de l'UEFA (les heures locales, si différentes, sont entre parenthèses).
| 1re journée                | Bulgarie     | 1 - 3                         | Suisse                                | Stade national Vassil-Levski, Sofia                           |                                                               |
| 25 mars 2021 18h00 (19h00) | Despodov 46e | (0 - 3)                       | 7e Embolo · 10e Seferović · 12e Zuber | Spectateurs : 0 (huis clos) Arbitrage : Nikola Dabanović (en) | Spectateurs : 0 (huis clos) Arbitrage : Nikola Dabanović (en) |
| 25 mars 2021 18h00 (19h00) | Cicinho 69e  | Rapport (FIFA) Rapport (UEFA) | 54e Akanji                            | Spectateurs : 0 (huis clos) Arbitrage : Nikola Dabanović (en) | Spectateurs : 0 (huis clos) Arbitrage : Nikola Dabanović (en) |

|       | Italie                     | 2 - 0                         | Irlande du Nord              | Stade Ennio-Tardini, Parme                                 |                                                            |
| 20h45 | Berardi 14e · Immobile 39e | (2 - 0)                       |                              | Spectateurs : 0 (huis clos) Arbitrage : Ali Palabıyık (en) | Spectateurs : 0 (huis clos) Arbitrage : Ali Palabıyık (en) |
| 20h45 |                            | Rapport (FIFA) Rapport (UEFA) | 48e Saville · 90+4e Thompson | Spectateurs : 0 (huis clos) Arbitrage : Ali Palabıyık (en) | Spectateurs : 0 (huis clos) Arbitrage : Ali Palabıyık (en) |

| 2e journée         | Suisse     | 1 - 0                         | Lituanie    | Kybunpark, Saint-Gall                                           |                                                                 |
| 28 mars 2021 20h45 | Shaqiri 2e | (1 - 0)                       |             | Spectateurs : 0 (huis clos) Arbitrage : Mattias Gestranius (en) | Spectateurs : 0 (huis clos) Arbitrage : Mattias Gestranius (en) |
| 28 mars 2021 20h45 |            | Rapport (FIFA) Rapport (UEFA) | 42e Černych | Spectateurs : 0 (huis clos) Arbitrage : Mattias Gestranius (en) | Spectateurs : 0 (huis clos) Arbitrage : Mattias Gestranius (en) |

|               | Bulgarie                           | 0 - 2                         | Italie                             | Stade national Vassil-Levski, Sofia                   |                                                       |
| 20h45 (21h45) |                                    | (0 - 1)                       | 43e (pen.) Belotti · 83e Locatelli | Spectateurs : 0 (huis clos) Arbitrage : Slavko Vinčić | Spectateurs : 0 (huis clos) Arbitrage : Slavko Vinčić |
| 20h45 (21h45) | Kostadinov 57e · Bozhikov (en) 59e | Rapport (FIFA) Rapport (UEFA) | 84e Locatelli · 89e Bernardeschi   | Spectateurs : 0 (huis clos) Arbitrage : Slavko Vinčić | Spectateurs : 0 (huis clos) Arbitrage : Slavko Vinčić |

| 3e journée                 | Irlande du Nord                           | 0 - 0                         | Bulgarie                                | Windsor Park, Belfast                              |                                                    |
| 31 mars 2021 20h45 (19h45) |                                           |                               |                                         | Spectateurs : 0 (huis clos) Arbitrage : Yigal Frid | Spectateurs : 0 (huis clos) Arbitrage : Yigal Frid |
| 31 mars 2021 20h45 (19h45) | McNair 33e · Saville 70e · Lafferty 90+2e | Rapport (FIFA) Rapport (UEFA) | 24e Hristov · 45+2e Antov · 86e A.Iliev | Spectateurs : 0 (huis clos) Arbitrage : Yigal Frid | Spectateurs : 0 (huis clos) Arbitrage : Yigal Frid |

|               | Lituanie                                      | 0 - 2                         | Italie                                       | Stade LFF, Vilnius                                       |                                                          |
| 20h45 (21h45) |                                               | (0 - 0)                       | 47e Sensi · 90+4e (pen.) Immobile            | Spectateurs : 0 (huis clos) Arbitrage : Paweł Raczkowski | Spectateurs : 0 (huis clos) Arbitrage : Paweł Raczkowski |
| 20h45 (21h45) | Šimkus 27e · Vaitkūnas 77e · Kazlauskas 90+4e | Rapport (FIFA) Rapport (UEFA) | 14e Pellegrini · 32e Pessina · 72e Locatelli | Spectateurs : 0 (huis clos) Arbitrage : Paweł Raczkowski | Spectateurs : 0 (huis clos) Arbitrage : Paweł Raczkowski |

| 4e journée             | Italie                  | 1 - 1                         | Bulgarie                  | Stade Artemio-Franchi, Florence                                                  |                                                                                  |
| 2 septembre 2021 20h45 | Chiesa 16e              | (1 - 1)                       | 39e A. Iliev              | Spectateurs : 14 366 Arbitrage : Serdar Gözübüyük Arbitre vidéo : Pol van Boekel | Spectateurs : 14 366 Arbitrage : Serdar Gözübüyük Arbitre vidéo : Pol van Boekel |
| 2 septembre 2021 20h45 | Barella 26e · Tolói 74e | Rapport (FIFA) Rapport (UEFA) | 31e Yomov · 86e Nedyalkov | Spectateurs : 14 366 Arbitrage : Serdar Gözübüyük Arbitre vidéo : Pol van Boekel | Spectateurs : 14 366 Arbitrage : Serdar Gözübüyük Arbitre vidéo : Pol van Boekel |

|               | Lituanie                                                   | 1 - 4                         | Irlande du Nord                                                      | Stade LFF, Vilnius                                                                   |                                                                                      |
| 20h45 (21h45) | Baravykas 54e                                              | (0 - 1)                       | 20e Ballard · 52e (pen.) Washington · 67e Lavery · 82e (pen.) McNair | Spectateurs : 1 612 Arbitrage : Stéphanie Frappart Arbitre vidéo : François Letexier | Spectateurs : 1 612 Arbitrage : Stéphanie Frappart Arbitre vidéo : François Letexier |
| 20h45 (21h45) | Utkus 31e · Mėgelaitis 54e · Slavickas 65e · Baravykas 90e | Rapport (FIFA) Rapport (UEFA) | 60e Washington · 63e McNair                                          | Spectateurs : 1 612 Arbitrage : Stéphanie Frappart Arbitre vidéo : François Letexier | Spectateurs : 1 612 Arbitrage : Stéphanie Frappart Arbitre vidéo : François Letexier |

| 5e journée                     | Bulgarie                    | 1 - 0                         | Lituanie                                    | Stade national Vassil-Levski, Sofia                                      |                                                                          |
| 5 septembre 2021 18h00 (19h00) | Chochev 82e                 | (0 - 0)                       |                                             | Spectateurs : 2 503 Arbitrage : John Beaton Arbitre vidéo : Peter Bankes | Spectateurs : 2 503 Arbitrage : John Beaton Arbitre vidéo : Peter Bankes |
| 5 septembre 2021 18h00 (19h00) | A. Iliev 85e · Mihaylov 83e | Rapport (FIFA) Rapport (UEFA) | 80e Jankauskas · 89e Černych · 90+1e Šimkus | Spectateurs : 2 503 Arbitrage : John Beaton Arbitre vidéo : Peter Bankes | Spectateurs : 2 503 Arbitrage : John Beaton Arbitre vidéo : Peter Bankes |

|       | Suisse                                         | 0 - 0                         | Italie        | Parc Saint-Jacques, Bâle                                                                       |                                                                                                |
| 20h45 |                                                |                               |               | Spectateurs : 31 500 Arbitrage : Carlos del Cerro Grande Arbitre vidéo : Juan Martínez Munuera | Spectateurs : 31 500 Arbitrage : Carlos del Cerro Grande Arbitre vidéo : Juan Martínez Munuera |
| 20h45 | Sow 6e · Aebischer 59e · Elvedi 68e · Frei 87e | Rapport (FIFA) Rapport (UEFA) | 41e Chiellini | Spectateurs : 31 500 Arbitrage : Carlos del Cerro Grande Arbitre vidéo : Juan Martínez Munuera | Spectateurs : 31 500 Arbitrage : Carlos del Cerro Grande Arbitre vidéo : Juan Martínez Munuera |

| 6e journée                     | Irlande du Nord                     | 0 - 0                         | Suisse                 | Windsor Park, Belfast                                                                 |                                                                                       |
| 8 septembre 2021 20h45 (19h45) |                                     |                               |                        | Spectateurs : 15 660 Arbitrage : Harald Lechner (it) Arbitre vidéo : Szymon Marciniak | Spectateurs : 15 660 Arbitrage : Harald Lechner (it) Arbitre vidéo : Szymon Marciniak |
| 8 septembre 2021 20h45 (19h45) | Smith 24e · Lewis 49e · Brown 90+3e | Rapport (FIFA) Rapport (UEFA) | 16e Frei · 53e Zakaria | Spectateurs : 15 660 Arbitrage : Harald Lechner (it) Arbitre vidéo : Szymon Marciniak | Spectateurs : 15 660 Arbitrage : Harald Lechner (it) Arbitre vidéo : Szymon Marciniak |

|       | Italie                                                          | 5 - 0                         | Lituanie        | Stadio Città del Tricolore, Reggio d'Émilie                               |                                                                           |
| 20h45 | Kean 11e 29e · Utkus 14e (csc) · Raspadori 24e · Di Lorenzo 54e | (4 - 0)                       |                 | Spectateurs : 10 578 Arbitrage : Craig Pawson Arbitre vidéo : David Coote | Spectateurs : 10 578 Arbitrage : Craig Pawson Arbitre vidéo : David Coote |
| 20h45 |                                                                 | Rapport (FIFA) Rapport (UEFA) | 71e Klimavičius | Spectateurs : 10 578 Arbitrage : Craig Pawson Arbitre vidéo : David Coote | Spectateurs : 10 578 Arbitrage : Craig Pawson Arbitre vidéo : David Coote |

| 7e journée                   | Lituanie                                                     | 3 - 1                         | Bulgarie                            | Stade LFF, Vilnius                                                                 |                                                                                    |
| 9 octobre 2021 15h00 (16h00) | Lasickas 18e · Černych 82e 84e                               | (1 - 0)                       | 64e Despodov                        | Spectateurs : 2 526 Arbitrage : Yevhenii Aranovskiy Arbitre vidéo : Mykola Balakin | Spectateurs : 2 526 Arbitrage : Yevhenii Aranovskiy Arbitre vidéo : Mykola Balakin |
| 9 octobre 2021 15h00 (16h00) | Vaitkūnas 13e · Lasickas 48e · Laukžemis 62e · Novikovas 78e | Rapport (FIFA) Rapport (UEFA) | 29e Antov · 46e Vitanov · 60e Yomov | Spectateurs : 2 526 Arbitrage : Yevhenii Aranovskiy Arbitre vidéo : Mykola Balakin | Spectateurs : 2 526 Arbitrage : Yevhenii Aranovskiy Arbitre vidéo : Mykola Balakin |

|       | Suisse                        | 2 - 0                         | Irlande du Nord                             | Stade de Genève, Genève                                                  |                                                                          |
| 20h45 | Zuber 45+3e · Fassnacht 90+1e | (1 - 0)                       |                                             | Spectateurs : 19 129 Arbitrage : Slavko Vinčić Arbitre vidéo : Matej Jug | Spectateurs : 19 129 Arbitrage : Slavko Vinčić Arbitre vidéo : Matej Jug |
| 20h45 | Zakaria 90e                   | Rapport (FIFA) Rapport (UEFA) | 23e, 37e Lewis · 88e Bradley · 90e Magennis | Spectateurs : 19 129 Arbitrage : Slavko Vinčić Arbitre vidéo : Matej Jug | Spectateurs : 19 129 Arbitrage : Slavko Vinčić Arbitre vidéo : Matej Jug |

| 8e journée                    | Bulgarie        | 2 - 1                         | Irlande du Nord          | Stade national Vassil-Levski, Sofia                                              |                                                                                  |
| 12 octobre 2021 20h45 (21h45) | Nedelev 53e 63e | (0 - 1)                       | 35e Washington           | Spectateurs : 822 Arbitrage : Alexeï Koulbakov Arbitre vidéo : Sergueï Karassiov | Spectateurs : 822 Arbitrage : Alexeï Koulbakov Arbitre vidéo : Sergueï Karassiov |
| 12 octobre 2021 20h45 (21h45) | Malinov 88e     | Rapport (FIFA) Rapport (UEFA) | 69e Ballard · 88e Dallas | Spectateurs : 822 Arbitrage : Alexeï Koulbakov Arbitre vidéo : Sergueï Karassiov | Spectateurs : 822 Arbitrage : Alexeï Koulbakov Arbitre vidéo : Sergueï Karassiov |

|  | Lituanie                      | 0 - 4   | Suisse                                          | Stade LFF, Vilnius                                                              |                                                                                 |
|  |                               | (0 - 3) | 31e 45e Embolo · 42e Steffen · 90+4e Gavranović | Spectateurs : 1 806 Arbitrage : Tiago Martins (en) Arbitre vidéo : Luis Godinho | Spectateurs : 1 806 Arbitrage : Tiago Martins (en) Arbitre vidéo : Luis Godinho |
|  | Rapport (FIFA) Rapport (UEFA) |         |                                                 | Spectateurs : 1 806 Arbitrage : Tiago Martins (en) Arbitre vidéo : Luis Godinho | Spectateurs : 1 806 Arbitrage : Tiago Martins (en) Arbitre vidéo : Luis Godinho |

| 9e journée                     | Irlande du Nord  | 1 - 0                         | Lituanie      | Windsor Park, Belfast                                                    |                                                                          |
| 12 novembre 2021 20h45 (19h45) | Šatkus 18e (csc) | (1 - 0)                       |               | Spectateurs : 14 336 Arbitrage : István Vad Arbitre vidéo : Tamás Bognár | Spectateurs : 14 336 Arbitrage : István Vad Arbitre vidéo : Tamás Bognár |
| 12 novembre 2021 20h45 (19h45) |                  | Rapport (FIFA) Rapport (UEFA) | 88e Barauskas | Spectateurs : 14 336 Arbitrage : István Vad Arbitre vidéo : Tamás Bognár | Spectateurs : 14 336 Arbitrage : István Vad Arbitre vidéo : Tamás Bognár |

|       | Italie                   | 1 - 1                         | Suisse                              | Stade olympique, Rome                                                          |                                                                                |
| 20h45 | Di Lorenzo 36e           | (1 - 1)                       | 11e Widmer                          | Spectateurs : 45 699 Arbitrage : Anthony Taylor Arbitre vidéo : Stuart Attwell | Spectateurs : 45 699 Arbitrage : Anthony Taylor Arbitre vidéo : Stuart Attwell |
| 20h45 | Chiesa 43e · Insigne 47e | Rapport (fifa) Rapport (UEFA) | 77e Schär · 81e Akanji · 89e Garcia | Spectateurs : 45 699 Arbitrage : Anthony Taylor Arbitre vidéo : Stuart Attwell | Spectateurs : 45 699 Arbitrage : Anthony Taylor Arbitre vidéo : Stuart Attwell |

| 10e journée                    | Irlande du Nord                    | 0 - 0                         | Italie    | Windsor Park, Belfast                                                          |                                                                                |
| 15 novembre 2021 20h45 (19h45) |                                    |                               |           | Spectateurs : 15 969 Arbitrage : István Kovács Arbitre vidéo : Bastian Dankert | Spectateurs : 15 969 Arbitrage : István Kovács Arbitre vidéo : Bastian Dankert |
| 15 novembre 2021 20h45 (19h45) | Magennis 57e · Peacock-Farrell 83e | Rapport (FIFA) Rapport (UEFA) | 9e Tonali | Spectateurs : 15 969 Arbitrage : István Kovács Arbitre vidéo : Bastian Dankert | Spectateurs : 15 969 Arbitrage : István Kovács Arbitre vidéo : Bastian Dankert |

|       | Suisse                                              | 4 - 0                         | Bulgarie                   | Swissporarena, Lucerne                                                        |                                                                               |
| 20h45 | Okafor 48e · Vargas 57e · Itten 72e · Freuler 90+1e | (0 - 0)                       |                            | Spectateurs : 14 300 Arbitrage : Benoît Bastien Arbitre vidéo : Benoît Millot | Spectateurs : 14 300 Arbitrage : Benoît Bastien Arbitre vidéo : Benoît Millot |
| 20h45 | Freuler 33e · Mbabu 90+3e                           | Rapport (FIFA) Rapport (UEFA) | 18e Turitsov · 67e Hristov | Spectateurs : 14 300 Arbitrage : Benoît Bastien Arbitre vidéo : Benoît Millot | Spectateurs : 14 300 Arbitrage : Benoît Bastien Arbitre vidéo : Benoît Millot |

## Buteurs
Il y a eu 44 buts marqués en 20 matchs, pour une moyenne de 2.2 buts par match.

### 3 buts
- Breel Embolo

### 2 buts
- Giovanni Di Lorenzo
- Ciro Immobile
- Moise Kean
- Steven Zuber
- Conor Washington
- Kiril Despodov
- Todor Nedelev
- Fedor Černych

### 1 but
- Andrea Belotti
- Domenico Berardi
- Federico Chiesa
- Manuel Locatelli
- Giacomo Raspadori
- Stefano Sensi
- Christian Fassnacht
- Remo Freuler
- Mario Gavranović
- Cedric Itten
- Noah Okafor
- Haris Seferovic
- Xherdan Shaqiri
- Renato Steffen
- Ruben Vargas
- Silvan Widmer
- Daniel Ballard
- Shayne Lavery
- Paddy McNair
- Ivaylo Chochev
- Atanas Iliev
- Rolandas Baravykas
- Justas Lasickas

### 1 but contre son camp
- Benas Šatkus (contre l'Irlande du Nord)
- Edgaras Utkus (contre l'Italie)

## Discipline
Un joueur est automatiquement suspendu pour le match suivant:
- S'il cumule deux avertissements (cartons jaunes) lors de deux matchs différents.
- S'il se voit décerner une exclusion de terrain (carton rouge). 
  - En cas d’infraction grave, l’Instance de contrôle, d’éthique et de discipline de l'UEFA est habilitée à aggraver la sanction, y compris en l'étendant à d'autres compétitions.

| Équipe          | Joueurs            | Cartons | Suspensions                                          |
| --------------- | ------------------ | --- | ---------------------------------------------------- |
| Italie          | Manuel Locatelli   | 2e journée, contre Bulgarie (28 mars 2021) · 3e journée, contre Lituanie (31 mars 2021)                     | 4e journée, contre Bulgarie (2 septembre 2021)       |
| Suisse          | Remo Freuler       | 1/4 de finale de l'Euro 2020, contre Espagne (2 juillet 2021)                                               | 5e journée, contre Italie (5 septembre 2021)         |
| Suisse          | Fabian Frei        | 5e journée, contre Italie (5 septembre 2021) · 6e journée, contre Irlande du Nord (8 septembre 2021)        | 7e journée, contre Irlande du Nord (9 octobre 2021)  |
| Suisse          | Denis Zakaria      | 6e journée, contre Irlande du Nord (8 septembre 2021) · 7e journée, contre Irlande du Nord (9 octobre 2021) | 8e journée, contre Lituanie (12 octobre 2021)        |
| Suisse          | Manuel Akanji      | 1re journée, contre Bulgarie (25 mars 2021) · 9e journée, contre Italie (12 novembre 2021)                  | 10e journée, contre Bulgarie (15 novembre 2021)      |
| Irlande du Nord | George Saville     | 1re journée, contre Italie (25 mars 2021) · 3e journée, contre Bulgarie (31 mars 2021)                      | 4e journée, contre Lituanie (2 septembre 2021)       |
| Irlande du Nord | Paddy McNair       | 3e journée, contre Bulgarie (31 mars 2021) · 4e journée, contre Lituanie (2 septembre 2021)                 | 6e journée, contre Suisse (8 septembre 2021)         |
| Irlande du Nord | Jamal Lewis        | 7e journée, contre Suisse (9 octobre 2021)                                                                  | 8e journée, contre Bulgarie (12 octobre 2021)        |
| Bulgarie        | Atanas Iliev       | 3e journée, contre Irlande du Nord (31 mars 2021) · 5e journée, contre Lituanie (5 septembre 2021)          | 7e journée, contre Lituanie (9 octobre 2021)         |
| Bulgarie        | Nikolay Mihaylov   | 5e journée, contre Lituanie (5 septembre 2021)                                                              | 7e journée, contre Lituanie (9 octobre 2021)         |
| Bulgarie        | Valentin Antov     | 3e journée, contre Irlande du Nord (31 mars 2021) · 7e journée, contre Lituanie (9 octobre 2021)            | 8e journée, contre Irlande du Nord (12 octobre 2021) |
| Bulgarie        | Georgi Yomov       | 4e journée, contre Italie (2 septembre 2021) · 7e journée, contre Lituanie (9 octobre 2021)                 | 8e journée, contre Irlande du Nord (12 octobre 2021) |
| Lituanie        | Fedor Černych      | 2e journée, contre Suisse (28 mars 2021) · 5e journée, contre Bulgarie (5 septembre 2021)                   | 6e journée, contre Italie (8 septembre 2021)         |
| Lituanie        | Domantas Šimkus    | 3e journée, contre Italie (31 mars 2021) · 5e journée, contre Bulgarie (5 septembre 2021)                   | 6e journée, contre Italie (8 septembre 2021)         |
| Lituanie        | Egidijus Vaitkūnas | 3e journée, contre Italie (31 mars 2021) · 7e journée, contre Bulgarie (9 octobre 2021)                     | 8e journée, contre Suisse (12 octobre 2021)          |